# Dècada del 540 aC

## Esdeveniments
- L'Imperi Mede cau enderrocat per la revolta encapçalada per Cir II el Gran. Comença el període persa aquemènida.

## Naixements
- 547 aC - Amintes I, rei de Regne de Macedònia. (Mort en el 498 aC)
- 545 aC - Leotíquides, rei d'Esparta. (Mort en el 469 aC)
- 544 aC - Sunzi, filòsof militar xinès i autor de l'Art de la guerra. (Mort en el 496 aC)
- 540 aC - Leònides I, rei d'Esparta. (Mort en el 480 aC)
- 540 aC - Darios I el Gran, rei de l'Imperi Persa. (Mort en el 485 aC)
- 540 aC - Geló I, tirà de les ciutats de Gela i Siracusa de Sicília. (Mort en el 478 aC)

## Necrològiques
- 549 aC: Suizei, segon emperador del Japó (nascut el 632 aC)
- 546 aC: Anaximandre de Milet, filòsof grec (nascut el 611 aC)
- 545 aC: Tales de Milet, matemàtic grec (nascut el 635 aC)